# Georg von der Gabelentz
Georg von der Gabelentz (Poschwitz (Altenburg mellett), 1840. március 16. – Berlin, 1893. december 11.) német nyelvész, sinológus, Hans Conon von der Gabelentz fia.

## Élete
1864-ben Szászországban igazságügyi szolgálatba lépett, 1873-ban birodalmi tisztviselő volt Elzászban, azután bíró Drezdában. 1878-ban a kelet-ázsiai nyelvek tanára lett Lipcsében, 1889-ben ugyanazoknak s az általános nyelvészetnek tanára Berlinben, a Magyar Tudományos Akadémia is kültagnak választotta. Atyja példájára ő is tanulmányozott több távoli nyelvet, nyugat-afrikai és maláj nyelveket, továbbá a kínait, mandzsut és japánt. Igen becses tanulmányokat írt az általános mondattanról a Steinthal-féle folyóiratban (1869-1874); kiadta fordítással és magyarázattal a Thai-kih-thu című kínai metafizikai munkát, s írt egy értekezést a kínai nyelvtan történetéről és föladatairól (Zeitschr. d. D. Morgenl. Gesellschaft, 1878). Jelentős Konfuciuszról írt könyve: Confucius und seine Lehre (Lipcse, 1888) és a gyarmatügyi kormány megbízásából készített kézikönyve: Handbuch zur Aufnahme fremder Sprachen (Berlin, 1892). Két főmunkája a nyelvtudományról, ennek feladatairól és módszeréről írt könyve: Die Sprachwissenschaft (Lipcse, 1891, ismertetve a Nyelvtudományi Közleményekben, 1893) és nagy kínai nyelvtana, mely e téren legkitűnőbb: Chinesische Grammatik (Lipcse, 1881); van egy kisebb kínai nyelvtana is: Anfangsgründe der chines. Grammatik (Lipcse, 1883). Ezenfelül számos kisebb munkája is megjelent. Hátrahagyott művét: Die Verwandtschaft des Baskischen mit den Berber-Sprachen Nord-Afrikas, Schulenburg adta ki (1894). Gabelentz érdemeit igen jól ismertette Szilasi M., Nyelvtudományi Közl. (1894).